# Robert Lynn Hogg
Robert Lynn Hogg (* 30. Dezember 1893 in Point Pleasant, West Virginia; † 21. Juli 1973 in Charlottesville, Virginia) war ein US-amerikanischer Politiker. Zwischen 1930 und 1933 vertrat er den vierten Wahlbezirk des Bundesstaates West Virginia im US-Repräsentantenhaus.

## Werdegang
Robert Hogg war der Sohn von Charles E. Hogg, der zwischen 1887 und 1889 ebenfalls den Staat West Virginia im US-Repräsentantenhaus vertreten hatte. Der jüngere Hogg besuchte die öffentlichen Schulen seiner Heimat und studierte danach bis 1916 an der West Virginia University in Morgantown unter anderem Jura. Nach seiner im Jahr 1916 erfolgten Zulassung als Rechtsanwalt begann er in Point Pleasant in seinem neuen Beruf zu arbeiten. Während des Ersten Weltkrieges diente er zunächst in einer Einheit der Küstenartillerie und dann beim Fliegerkorps der US-Armee.
Nach dem Krieg arbeitete Robert Hogg zunächst wieder als Anwalt in Point Pleasant. Zwischen 1921 und 1924 war er Bezirksstaatsanwalt im Mason County. Politisch schloss er sich der Republikanischen Partei an. Von 1925 bis 1929 war er Mitglied des Senats von West Virginia. Nach dem Tod des Kongressabgeordneten James A. Hughes gewann Hogg die notwendig gewordene Nachwahl im vierten Distrikt seines Staates. Nachdem er bei der regulären Kongresswahl des Jahres 1930 bestätigt wurde, konnte er zwischen dem 4. November 1930 und dem 3. März 1933 im Kongress verbleiben. Dort nahm er denselben Sitz ein, den vormals sein Vater innehatte. Seine Zeit im Kongress wurde von den Ereignissen der Weltwirtschaftskrise überschattet. Kurz vor dem Ende der Legislaturperiode wurde der 20. Verfassungszusatz verabschiedet, der den Beginn und das Ende der Legislaturperioden bzw. der Amtszeiten des Kongresses und des Präsidenten neu festlegte.
Bei den Wahlen des Jahres 1932, die bundesweit zu Gunsten der Demokratischen Partei ausfielen, verlor Hogg gegen George William Johnson. Nach seinem Ausscheiden aus dem Kongress arbeitete er wieder als Rechtsanwalt. Zwischen 1935 und 1944 war er juristischer Vertreter der Association of Life Insurance Presidents in New York City. Zwischen 1944 und 1954 war er Vizepräsident der American Life Convention in Chicago. In den folgenden Jahren bekleidete er noch einige ähnliche Positionen auf diesem Gebiet. Zwischen 1960 und 1970 war Robert Hogg Berater einer Anwaltskanzlei in Charleston. Damals lebte er in Lewisburg. Robert Hogg starb am 21. Juli 1973 in Charlottesville und wurde in seinem Geburtsort Point Pleasant beigesetzt.